# Lugașu de Jos
Lugașu de Jos là một xã thuộc hạt Bihor, România. Dân số thời điểm năm 2002 là 3314 người.